# Английский дутыш

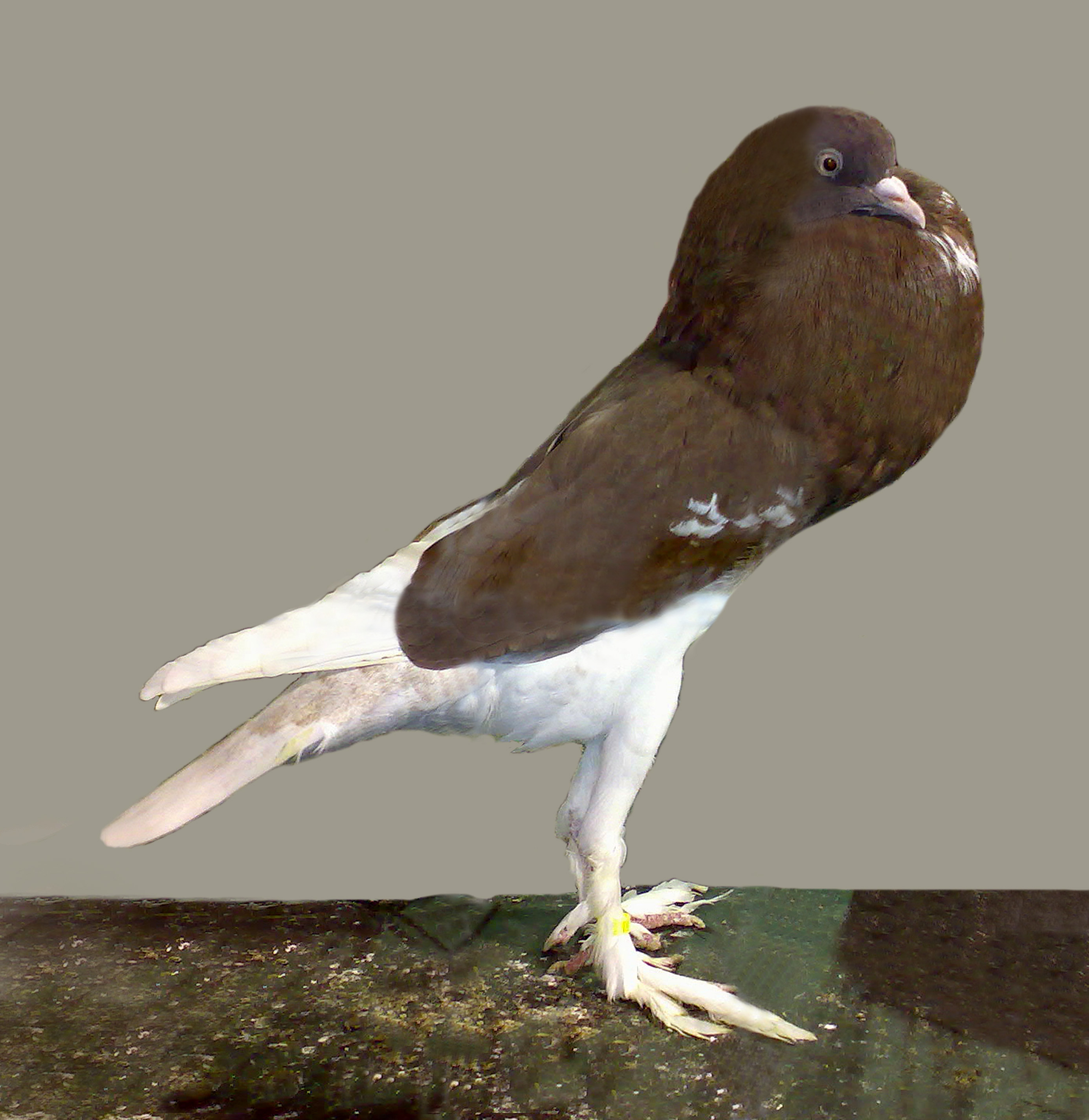
Английский дутыш

Английский дутыш — порода причудливого голубя, выведенного путём многолетней селекции. Английские дутыши наряду с другими разновидностями домашних голубей являются потомками скалистых голубей. Английский дутыш имеет длинные конечности, крутонаклонное положение спины, увеличенный зоб и в целом большое тело (52-54 см).
Является очень старой породой, записи о которой ведутся с 1730-х годов. Выведен в Англии вероятно из нидерландского дутыша и конюшенного голубя. Есть карликовая порода без стандарта.

## Галерея

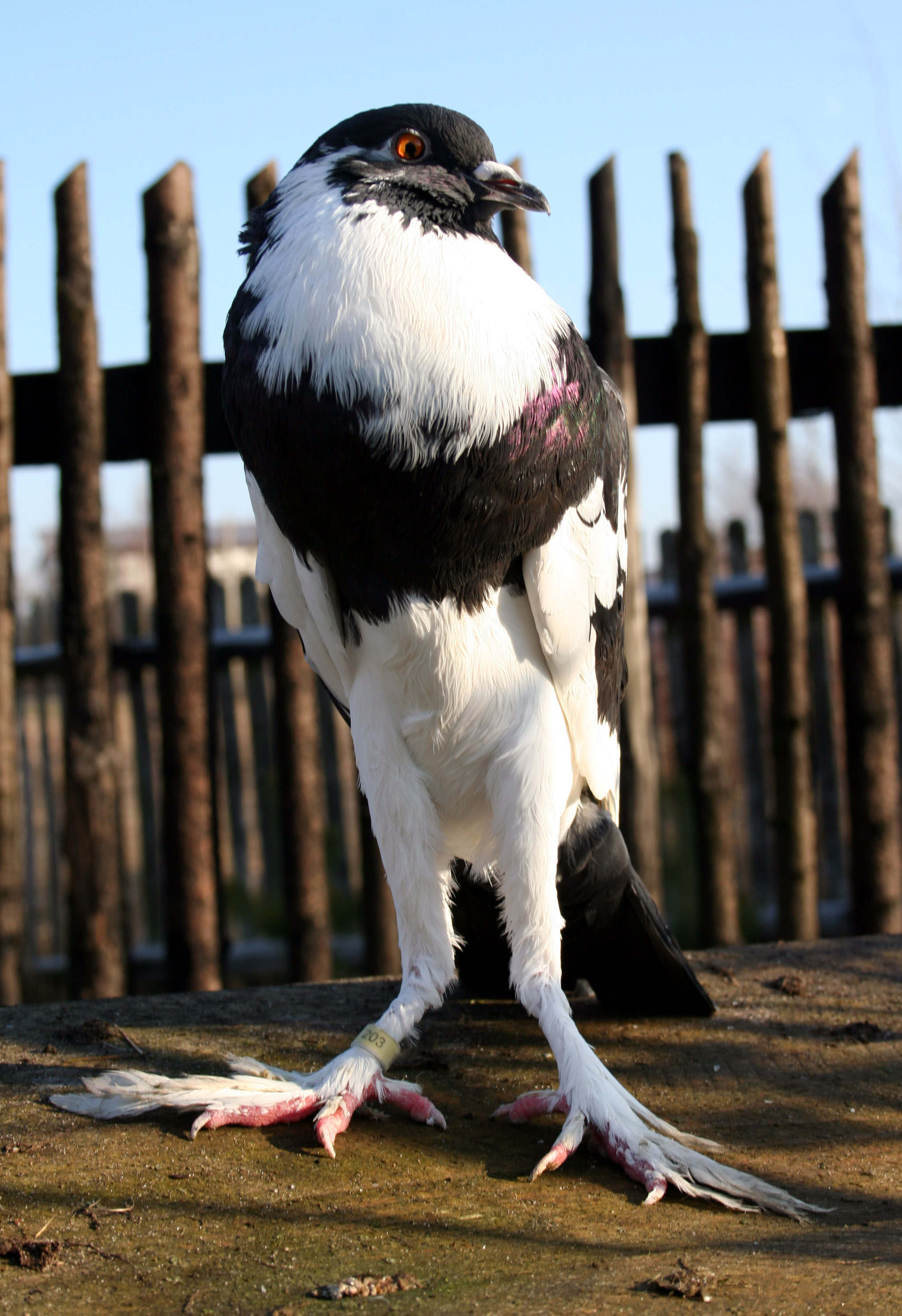

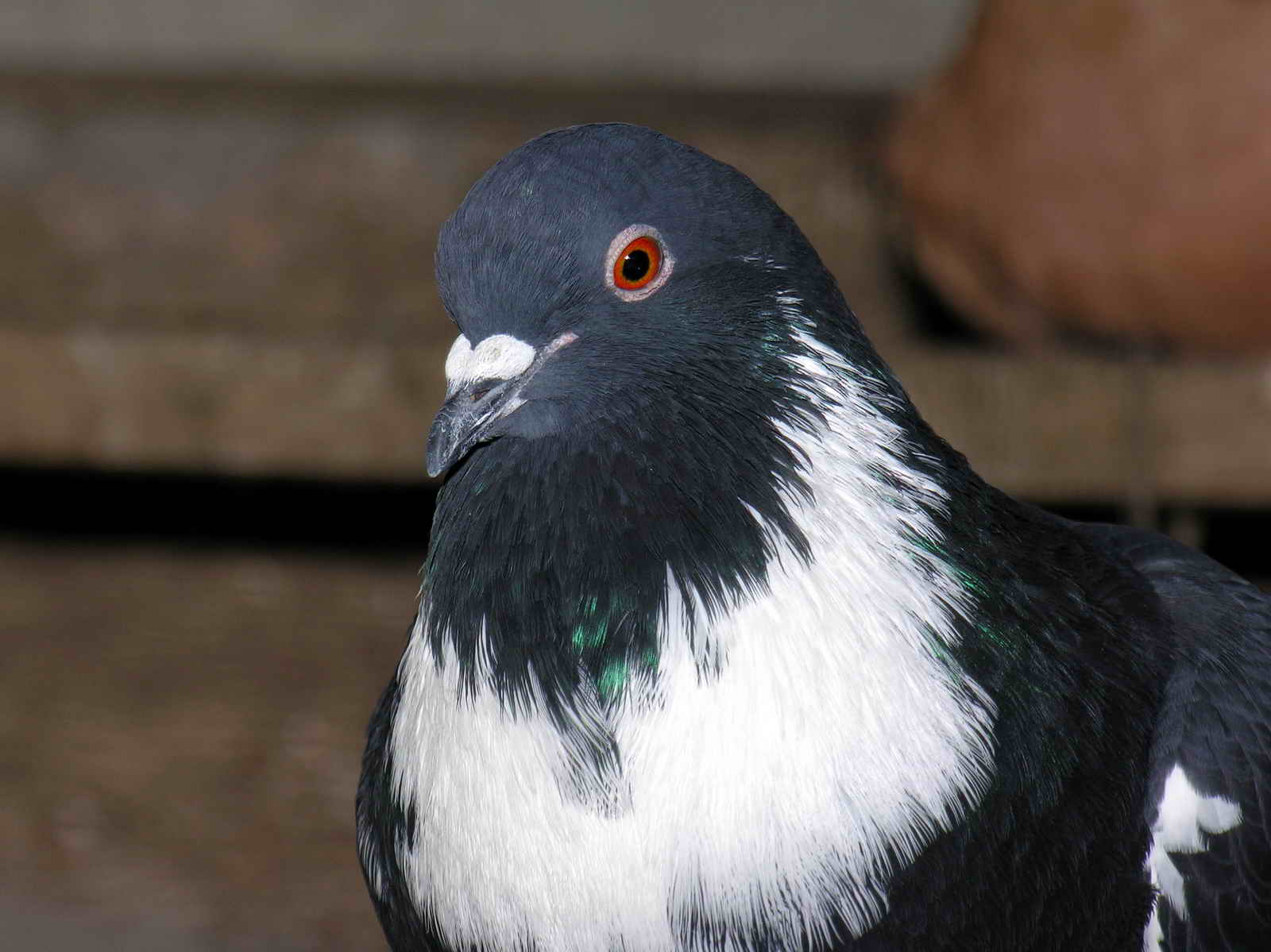

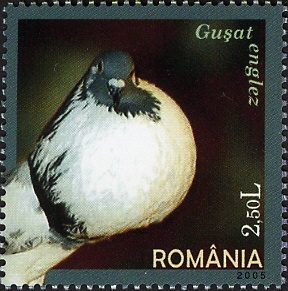
Почтовая марка Румынии, 2005

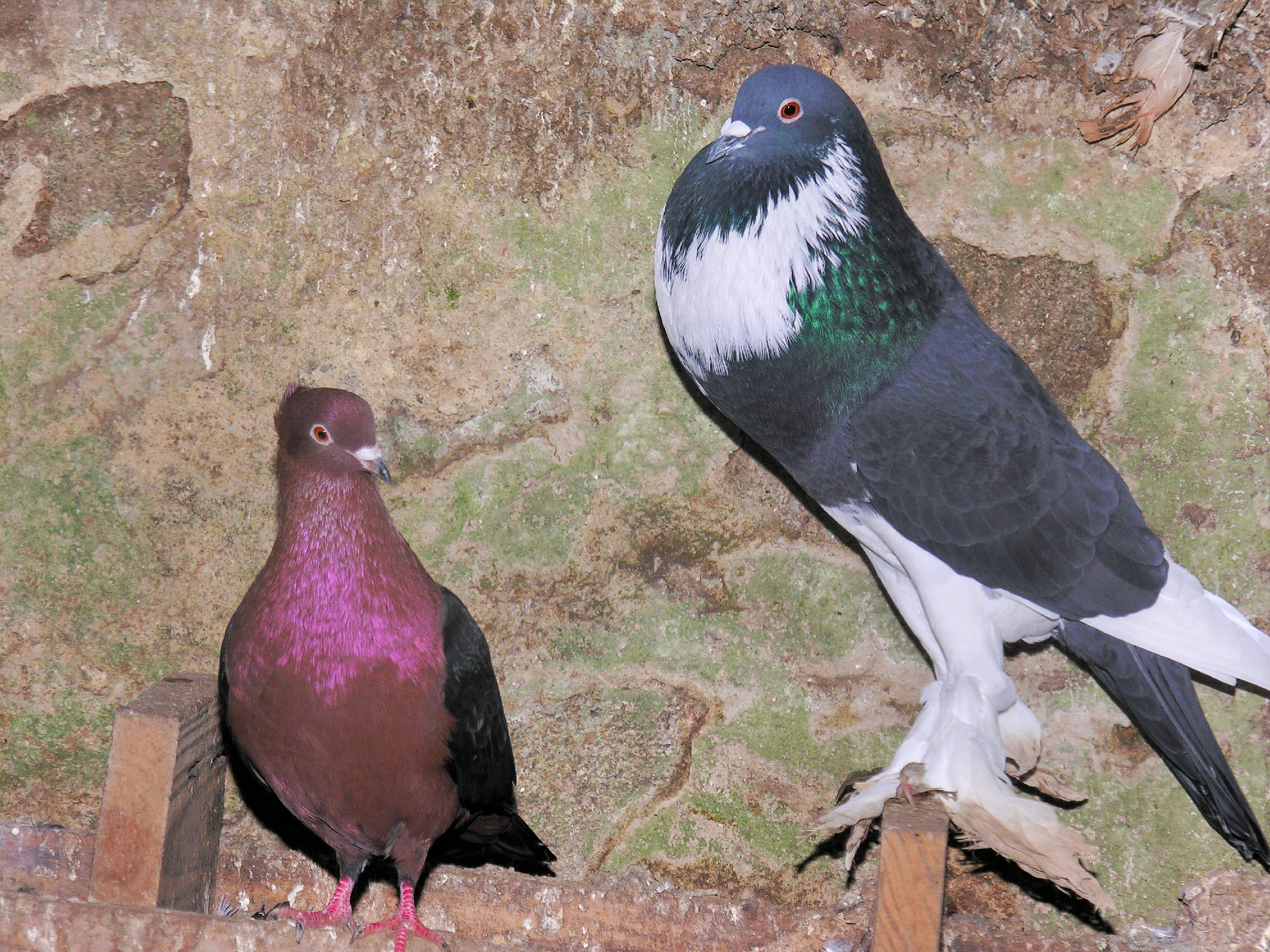
Снегирь (голубь) и Английский дутыш

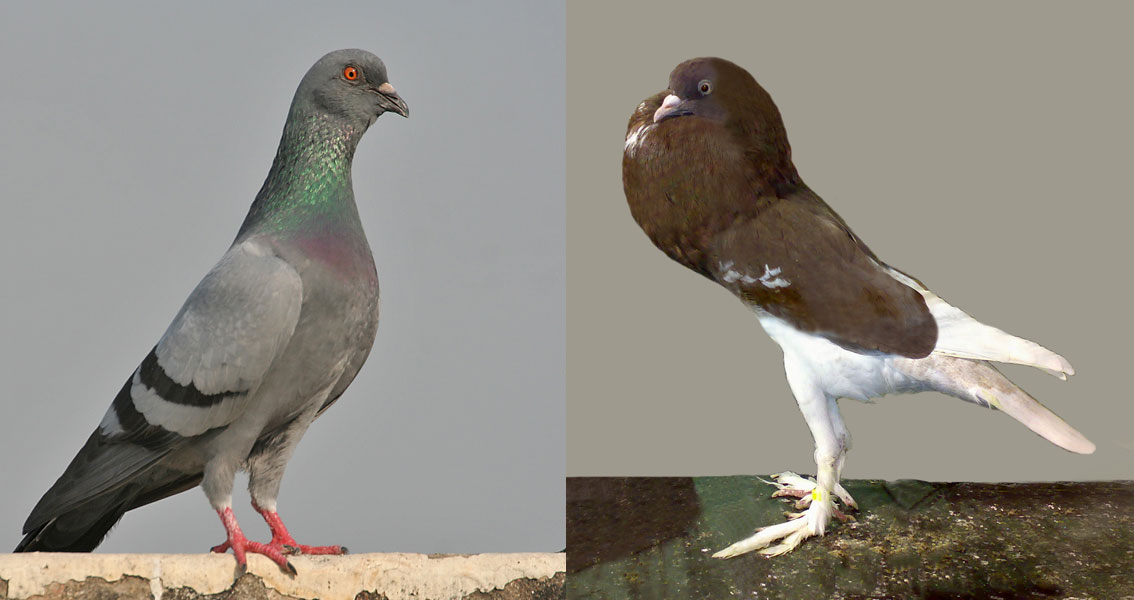
Сравнение с сизым голубем